# Ácido octatriacontanoico
El ácido octatriacontanoico, o ácido octatriacontílico, es un ácido graso saturado de 38 carbonos con la fórmula química CH
3(CH
2)
36COOH. El ácido es raro debido a su cadena principal de carbono más larga, lo que le confiere sus propiedades físicas y químicas especiales.

## Síntesis

### Métodos sintéticos
El ácido octatriacontanoico se puede sintetizar mediante múltiples técnicas establecidas de preparación de ácido carboxílico. Los enfoques clave incluyen reacciones de oxidación, donde los alcoholes primarios o aldehídos se tratan con agentes oxidantes como el permanganato de potasio (KMnO
4) o trióxido de cromo (CrO
3) para producir el ácido.

### Producción industrial
La síntesis comercial generalmente emplea la carboxilación del reactivo de Grignard. Este proceso implica la reacción de un reactivo de Grignard con dióxido de carbono (CO2) para formar un intermedio de carboxilato de metal, que posteriormente se acidifica para producir el ácido carboxílico final. Este método es el preferido a nivel industrial debido a su alta eficiencia y escalabilidad, lo que permite una producción a gran escala y rentable.

## Usos
Debido a sus propiedades emolientes, el compuesto se utiliza para producir cosméticos y productos de cuidado personal como un ingrediente valioso en lociones y cremas. Los usos industriales incluyen la producción de lubricantes y surfactantes.